# 银河国际货运航空

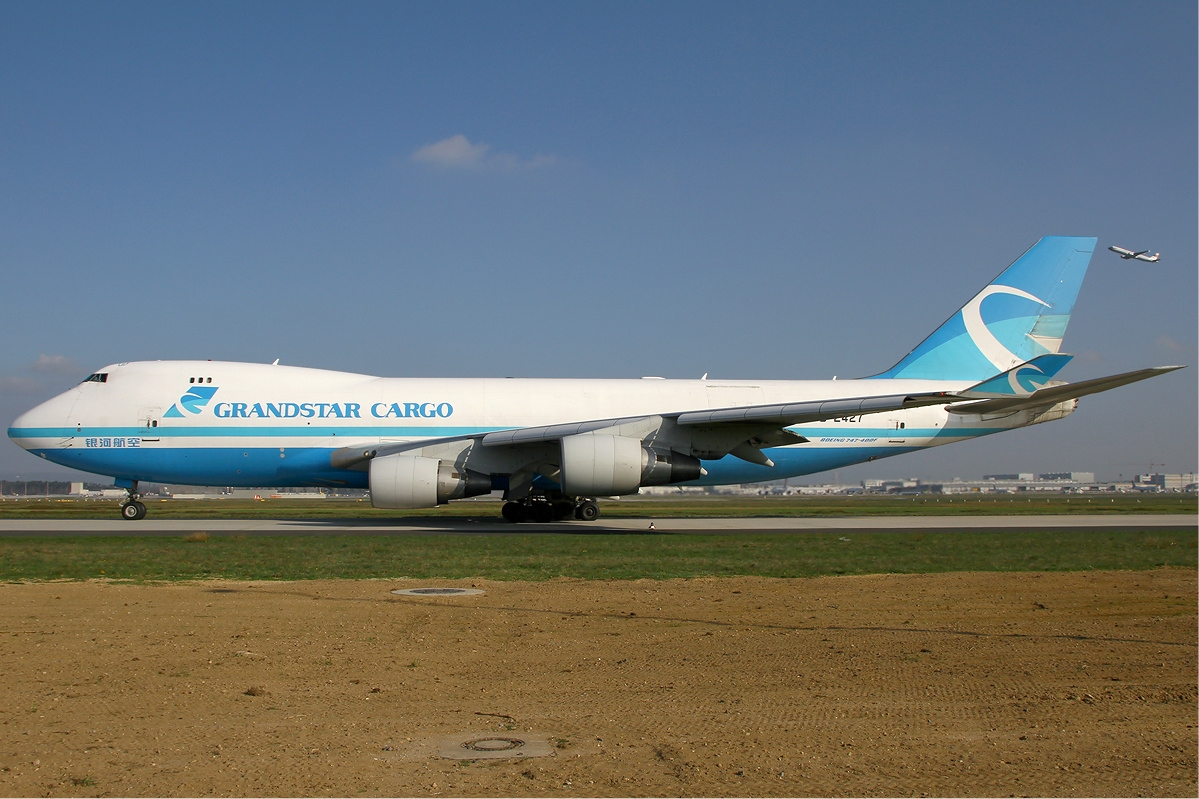
银河航空飞机于法兰克福机场

银河国际货运航空公司（Grandstar Cargo International Airlines Co., Ltd.）简称银河航空，是中国一家货运航空公司，总部设于中国天津滨海国际机场，主要从事国内和国际航空货邮运输，2008年6月投入运营，拥有的一架波音747全货机。
银河国际货运航空由中外运空运发展股份有限公司、大韩航空公司、新韩投资和韩亚投资四家股东出资设立，总投资19500万美元，注册资本6500万美元，其中中外运空运发展股份公司占股51%。该公司自投入商业运营以来，一直处于亏损状态，于2012年1月起停止运营，并宣布进入清算程序。2014年11月，银河国际货运航空正式被友和道通航空公司收购。